# Fat Lever
Lafayette Lever, detto Fat (Pine Bluff, 18 agosto 1960), è un ex cestista e dirigente sportivo statunitense, professionista nella NBA.

## Carriera
È stato selezionato dai Portland Trail Blazers al primo giro del Draft NBA 1982 (11ª scelta assoluta).

## Statistiche

### NBA

#### Regular Season
| Anno      | Squadra             | PG  | PT  | MP   | TC%  | 3P%  | TL%  | RP  | AP  | PRP | SP  | PP   |
| --------- | ------------------- | --- | --- | ---- | ---- | ---- | ---- | --- | --- | --- | --- | ---- |
| 1982-1983 | Portland T. Blazers | 81  | 45  | 24,9 | 43,1 | 33,3 | 73,0 | 2,8 | 5,3 | 1,9 | 0,2 | 7,8  |
| 1983-1984 | Portland T. Blazers | 81  | 22  | 24,8 | 44,7 | 20,0 | 74,3 | 2,7 | 4,6 | 1,7 | 0,4 | 9,7  |
| 1984-1985 | Denver Nuggets      | 82  | 82  | 31,2 | 43,0 | 25,0 | 77,0 | 5,0 | 7,5 | 2,5 | 0,4 | 12,8 |
| 1985-1986 | Denver Nuggets      | 78  | 77  | 33,5 | 44,1 | 31,6 | 72,5 | 5,4 | 7,5 | 2,3 | 0,2 | 13,8 |
| 1986-1987 | Denver Nuggets      | 82  | 82  | 37,2 | 46,9 | 23,9 | 78,2 | 8,9 | 8,0 | 2,5 | 0,4 | 18,9 |
| 1987-1988 | Denver Nuggets      | 82  | 82  | 37,3 | 47,3 | 21,1 | 78,5 | 8,1 | 7,8 | 2,7 | 0,3 | 18,9 |
| 1988-1989 | Denver Nuggets      | 71  | 71  | 38,7 | 45,7 | 34,8 | 78,5 | 9,3 | 7,9 | 2,7 | 0,3 | 19,8 |
| 1989-1990 | Denver Nuggets      | 79  | 79  | 35,8 | 44,3 | 41,4 | 80,4 | 9,3 | 6,5 | 2,1 | 0,2 | 18,3 |
| 1990-1991 | Dallas Mavericks    | 4   | 0   | 21,5 | 39,1 | 0,0  | 78,6 | 3,8 | 3,0 | 1,5 | 0,8 | 7,3  |
| 1991-1992 | Dallas Mavericks    | 31  | 5   | 28,5 | 38,7 | 32,7 | 75,0 | 5,2 | 3,5 | 1,5 | 0,4 | 11,2 |
| 1993-1994 | Dallas Mavericks    | 81  | 54  | 24,0 | 40,8 | 35,1 | 76,5 | 3,5 | 2,6 | 2,0 | 0,2 | 6,9  |
| Carriera  | Carriera            | 752 | 599 | 31,7 | 44,7 | 31,0 | 77,1 | 6,0 | 6,2 | 2,2 | 0,3 | 13,9 |

#### Playoffs
| Anno     | Squadra             | PG | PT | MP   | TC%  | 3P%  | TL%  | RP   | AP  | PRP | SP  | PP   |
| -------- | ------------------- | -- | -- | ---- | ---- | ---- | ---- | ---- | --- | --- | --- | ---- |
| 1983     | Portland T. Blazers | 7  | -  | 19,1 | 45,2 | -    | 80,0 | 2,0  | 4,4 | 1,0 | 0,0 | 6,0  |
| 1984     | Portland T. Blazers | 5  | -  | 15,0 | 26,7 | 66,7 | 80,0 | 3,0  | 1,8 | 0,8 | 0,0 | 5,2  |
| 1985     | Denver Nuggets      | 11 | 8  | 31,1 | 40,2 | 0,0  | 76,2 | 6,5  | 8,5 | 2,4 | 0,2 | 13,3 |
| 1986     | Denver Nuggets      | 10 | 10 | 34,7 | 45,0 | 57,1 | 70,8 | 4,8  | 5,3 | 2,0 | 0,2 | 14,3 |
| 1987     | Denver Nuggets      | 3  | 3  | 33,0 | 38,0 | 25,0 | 66,7 | 6,0  | 7,3 | 2,3 | 0,0 | 15,3 |
| 1988     | Denver Nuggets      | 7  | 7  | 39,0 | 45,9 | 42,9 | 78,8 | 9,3  | 7,0 | 1,9 | 0,6 | 17,0 |
| 1989     | Denver Nuggets      | 2  | 2  | 29,0 | 37,5 | 66,7 | 100  | 6,5  | 9,5 | 2,0 | 0,0 | 11,0 |
| 1990     | Denver Nuggets      | 3  | 3  | 37,7 | 37,3 | 14,3 | 92,9 | 10,7 | 7,0 | 2,7 | 0,3 | 17,3 |
| Carriera | Carriera            | 48 | 33 | 30,0 | 41,4 | 40,9 | 77,5 | 5,8  | 6,2 | 1,9 | 0,2 | 12,4 |

## Palmarès
- All-NBA Second Team (1987)
- NBA All-Defensive Second Team (1988)
- 2 volte NBA All-Star (1988, 1990)
- Ventisettesimo miglior giocatore per palle rubate di sempre NBA
- Quinto migliore giocatore di sempre per palle rubate a partita NBA in regular season (2,22 palle rubate a partita)
- La sua maglia n. 12 è stata ritirata dai Denver Nuggets il 2 dicembre 2017